# Dagbladet Arbejderen
Dagbladet Arbejderen er Danmarks sidste kommunistiske dagblad og den sidste partiavis. Den blev udgivet af Kommunistisk Parti som papiravis tirsdag-fredag – sidste gang den 1. maj 2019. I dag udkommer  Arbejderen som digitalt dagblad. Desuden udkommer Magasinet Arbejderen på tryk 4-6 gange årligt.
Målet er at være samlende organ for den progressive og aktive del af den danske arbejderbevægelse samt EU-modstandere, fredsaktivister og miljøforkæmpere. I sine ledere og andre artikler udtrykkes Kommunistisk Partis politik.
Dagbladet Arbejderen blev grundlagt af Kommunistisk Sammenslutning Marxister-Leninister i 1978 som Arbejderen. Til at begynde med udkom avisen månedligt. Efter stiftelsen af Danmarks Kommunistiske Parti/Marxister-Leninister (DKP/ML) i 1978-1979 blev avisen partiets centralorgan. DKP/ML videreudviklede avisen, der fra 1. september 1982 udkom som dagblad. Fra 2006 blev DKP/ML og Kommunistisk Samling samlet under navnet Kommunistisk Parti (KP), der på daværende tidspunkt blev udgiver af avisen. KP ændrede i den forbindelse ikke på avisens redaktionelle linje, men relancerede avisen i et nyt format og en udvidelse af sidetallet med 33 % i 2013.
Avisen udkom i 2013 i ca. 2.500 eksemplarer.
Årsagen til, at KP valgte at indstille udgivelsen af Arbejderen som papiravis, var bl.a. beskæring af mediestøtten og stærkt stigende udgifter til distribution. Ansvarshavende redaktør, Birthe Sørensen, forklarede: "Hele den situation presser vores økonomi og har gjort det vanskeligt for os at opretholde en tilfredsstillende kvalitet i papiravisen. Derfor har vi nu valgt at satse 100 procent på netmediet. I modsætning til papiravisen er Arbejderens hjemmeside i fremgang og har oplevet et stigende læsertal over flere år. Således klikker knap 60.000 brugere sig hver måned ind på arbejderen.dk."
Redaktør af Arbejderen fra 2000-2019 var Birthe Sørensen. Redaktør af det digitale Arbejderen fra 1. april 2019 til november 2023 var Anders Sørensen. Fra november 2023 har Marc B. Sanganee. været ansvarshavende redaktør.